# Althornbach
Althornbach település Németországban, Rajna-vidék-Pfalz tartományban. Lakosainak száma 680 fő (2023. december 31.).

## Népesség
A település népességének változása:
| Lakosok száma | 746  | 693  | 677  | 678  | 680  | 680  |
|               | 1975 | 2017 | 2019 | 2021 | 2022 | 2023 |